# Tiyan Alile
Tiyan Alile là một đầu bếp và nhà hàng nổi tiếng người Mỹ gốc Nigeria. Cô thành lập trường dạy nấu ăn đầu tiên ở Nigeria. Một vài nhà hàng trước đây của cô bao gồm một món nướng tại Câu lạc bộ Golf Ibadan và một nhà hàng Nigeria hiện đại. Cô là Chủ tịch hiện tại của Hiệp hội các nhà thực hành nghệ thuật ẩm thực ở Nigeria, người sáng lập và quảng bá của Học viện ẩm thực và bếp trưởng điều hành Tarragon, một nhà hàng ăn uống và câu lạc bộ rượu vang cao cấp. Cô đã tham gia lên kế hoạch cho một số sự kiện trong không gian khách sạn và cung cấp các lớp học tại Hội chợ Thực phẩm Fiesta, Hội chợ Thực phẩm và Đồ uống GTBank, Lễ hội ẩm thực Mzansi (SA).

## Giáo dục và giáo dục sớm
Tiyan được sinh ra ở thành phố Bénin với cha là bác sĩ trong khi mẹ cô là thẩm phán. Sau khi lấy được bằng cử nhân luật và làm việc trong luật kinh doanh trong mười năm, cô đã gia nhập ngành công nghiệp thực phẩm vào năm 1993 dựa trên kinh nghiệm nhà bếp của mình với mẹ, làm bánh và nướng thịt nướng. Cô đã trở lại trường vào năm 2012 để đào tạo về nghệ thuật ẩm thực tại Học viện Ẩm thực.

## Sự nghiệp
Ở trường trung học, Tiyan từng vận hành một cửa hàng cupcake có tên là Tea Time Cupcakes. Cô chính thức bắt đầu làm việc trong nghệ thuật ẩm thực vào năm 1999 khi bắt đầu một nhà nướng tại Câu lạc bộ Golf Ibadan có tên là tees Hot Bites. Bốn năm sau, vào năm 2003, cô đã mở một nhà hàng ở Nigeria có tên là Matchsticks Conception trong khi cô là một chuyên mục thực phẩm cho Tạp chí Genevieve. Vào năm 2015, Tiyan đã ra mắt nhà hàng của mình có tên Tarragon (được đặt theo tên gia vị yêu thích của cô), ban đầu được bắt đầu như một câu lạc bộ ăn tối.

### Viết
Tiyan Alile là tác giả của cuốn sách "Câu chuyện trong một chiếc bánh", được mô tả là "cuốn sách nấu ăn câu chuyện tai tiếng nhất ngoài kia"  Cuốn sách được ra mắt vào ngày 5 tháng 5 năm 2017 và kể từ đó, cô ấy đã tổ chức nhiều sự kiện đọc sách khác nhau ở cả trong nước và quốc tế 

### Giảng bài
Năm 2007, Tiyan bắt đầu dạy nấu ăn và thành lập Học viện ẩm thực đầu tiên của Nigeria vào năm 2012 có trụ sở tại Lagos, Nigeria. Giáo dục nghệ thuật ẩm thực đáp ứng các tiêu chuẩn quốc tế trong khi tập trung vào ẩm thực đa dạng của Nigeria. Cô cũng là chủ tịch của Hiệp hội các nhà thực hành nghệ thuật ẩm thực của Nigeria. Tiyan đã dạy master-lớp học tại Johannesburg College Central và cũng đã đào tạo một trong những sinh viên tại học viện cô được mời tham gia trong năm 2016 trẻ Chef Olympiad ở Ấn Độ  Ở phiên bản 2016 của Thực phẩm GTBank và uống Fair, Tiyan, cùng với các đầu bếp hàng đầu khác, đã dạy cho các đầu bếp trẻ và những người đầu bếp những kỹ năng nấu nướng mới. Vào năm 2017, cô đã khởi động dự án "đứa con tinh thần" của mình, Cuộc thi đầu bếp trẻ châu Phi 'AYCC', một nền tảng dành cho các đầu bếp trẻ châu Phi tập trung vào ẩm thực bản địa châu Phi ở quy mô quốc tế.

## Từ thiện và Chiến dịch
Khi Tiyan không nấu những bữa ăn tinh tế, viết lách hay dạy dỗ và truyền cảm hứng cho các đầu bếp trẻ, cô ấy bận rộn dành thời gian cho công việc nhân đạo với câu lạc bộ quay của Victoria Island East, nơi cô ấy là chủ tịch trong những năm 2013, 2014.